# NGC 622
NGC 622 (również PGC 5939 lub UGC 1143) – galaktyka spiralna z poprzeczką (SBbc), znajdująca się w gwiazdozbiorze Wieloryba. Odkrył ją William Herschel 9 października 1785 roku.